# Надежда Нанчева
Надежда Лазарова Нанчева е българска архитектка.

## Биография
Родена е през 1896 г. в Пловдив, в семейството на архитект Лазар Нанчев. През 1923 г. завършва архитектура в Дрезден. След завръщането си в Пловдив постъпва на работа в Областното инженерство, а скоро след това става областен архитект. На тази позиция е до пенсионирането си през 1963 г. Умира през 1986 г. в Пловдив.
Нейно дело е сградата на Акушеро-гинекологичната клиника с родилно отделение при Университетската болница в Пловдив, която проектира през 1933 г.